# Fautaua innupta
Fautaua innupta är en fjärilsart som beskrevs av Collenette 1929. Fautaua innupta ingår i släktet Fautaua och familjen nattflyn. Inga underarter finns listade i Catalogue of Life.